# دهستان رزن
دهستان رزن، یکی از دهستان‌های بخش مرکزی شهرستان رزن در استان همدان ایران است. مرکز این دهستان، شهر رزن است.

## جمعیت
بر پایه سرشماری عمومی نفوس و مسکن در سال ۱۳۹۵، جمعیت دهستان رزن برابر با ۱۴٬۵۷۲ نفر بوده‌است.